# Polizeiruf 110: Warum ich …
Warum ich … ist ein deutscher Kriminalfilm von Ursula Bonhoff aus dem Jahr 1990. Der Fernsehfilm erschien als 138. Folge der Filmreihe Polizeiruf 110.

## Handlung
Frau Mansfeld wird in einem Waldstück an einer Siedlung von einem Unbekannten überfallen und vergewaltigt. Es ist bereits die dritte derartige Tat in sechs Wochen. Charakteristisch ist, dass der Mann ein Einkaufsnetz nutzt, um die Opfer zu würgen. Da es weder verwertbare Täterspuren noch eine Täterbeschreibung gibt, tappen die Ermittler um Kriminaloberkommissar Lutz Zimmermann im Dunkeln.
Die Ehe von Rolf und Doris Winter ist zerrüttet. Rolf hat Doris mit einer jüngeren Frau betrogen, sodass das Ehepaar inzwischen seit vier Monaten geschieden ist. Die Scheidungsrichter haben Doris unter anderem die Wohnung und das Sorgerecht für den 14-jährigen Sohn Thomas zugesprochen. Rolf jedoch denkt nicht daran auszuziehen. Die Scheidung nimmt er nicht ernst, missachtet die Gütertrennung, hofft vage auf eine erneute Ehe mit Doris und hält seine Freundin Silke Schüler hin. Die Situation ist vor allem für die schweig- und duldsame Doris kaum noch zu ertragen, zumal Rolf Sohn Thomas gegen die Mutter ausspielt. Als sie mit Thomas, mit dem sie sich ein gemeinsames Leben aufbauen will, zu ihrer Mutter fahren will, lädt Rolf ihn auf die Jagd ein. Thomas, der ebenfalls nichts von der Scheidung der Eltern weiß, geht mit Rolf auf die Jagd, darf heimlich ein Reh schießen und anschließend mit dem Vater und dem Jagdkollegium in ein Gasthaus einkehren. Doris sucht das Gasthaus auf und sieht Vater und Sohn in bester Stimmung am Tisch sitzen. Sie geht zum Familienauto und schlägt hilflos auf die Kofferraumhaube ein. Der Kofferraum öffnet sich und Doris nimmt spontan das Jagdgewehr von Rolf an sich. Sie will, dass sich ihr Mann einmal ebenfalls Sorgen machen muss.
Doris begibt sich mit dem Gewehr in den Wald und zerlegt es. Plötzlich hört sie eine Frau schreien und eilt ihr zu Hilfe. Es handelt sich um die Antiquitätenhändlerin Christel, die gerade von dem Vergewaltiger angefallen worden ist. Doris schlägt mit dem Gewehr auf ihn ein und er flieht mit einer blutenden Kopfwunde. Weil sie Angst hat, als Gewehrdiebin angeklagt zu werden und so Thomas zu verlieren, überzeugt Doris Christel, nicht zur Polizei zu gehen. Der Gewehrraub wird bald bekannt und Rolf erstattet Anzeige. Doris versteckt das Gewehr in der Wohnung.
Der Vergewaltiger Herr Trautwein wird ohnmächtig aufgefunden und ins Krankenhaus gebracht. Er behauptet, sich die Wunde bei einem Sturz zugezogen zu haben. Später erkennt ihn Frau Mansfeld wieder, die sich immer noch im Krankenhaus zur Behandlung aufhält. Trautwein wird verhaftet und auch von seinen beiden anderen Opfern wiedererkannt. Als psychisch kranker Mann wird er einer Gefängnishaft entgehen. Die Ermittler sind dennoch nicht zufrieden: Trautwein behauptet, es gebe vier Opfer. Zudem ist nicht klar, wie er zu seiner Kopfwunde kam.
Silke Schüler hat genug davon, dass Rolf sie immer wieder vertröstet. Sie geht zu Doris und spricht sich mit ihr aus. Sie erfährt, dass die Ehe schon lange geschieden wurde. Doris wiederum wusste vorher nicht, dass Silke von Rolf ein Kind erwartet. Die vorsichtige Annäherung zwischen Rolf und ihr in den letzten Tagen beendet sie nun abrupt. Sie versteckt das Gewehr und die zugehörige Munition weiterhin, auch wenn sie Christel versprochen hat, endlich zur Polizei zu gehen. Die Ermittler konnten inzwischen rekonstruieren, dass Christel das vierte Opfer gewesen sein muss. Die gibt im Verhör zwar zu, angefallen worden zu sein, behauptet aber, den Täter selbst vertrieben zu haben. Niedergeschlagen habe sie ihn nicht. Sie fordert Doris erneut auf, das Gewehr abzugeben. Sie will sich am Abend mit ihr treffen und gemeinsam mit ihr aufs Revier gehen. Doris hat vorher einen Termin bei der Jugendfürsorge. Hier erfährt sie, dass Thomas lieber bei seinem Vater wohnen möchte und einen entsprechenden Antrag eingereicht hat. Verzweifelt begibt sie sich nach Hause und erschießt sich mit Rolfs Gewehr. Christel hat unterdessen vergeblich auf Doris gewartet und gesteht den Ermittlern nun den gesamten Vorfall. Lutz Zimmermann eilt zur Wohnung der Familie Winter, wo Rolf und Thomas jedoch bereits um die tote Doris trauern.

## Produktion
Warum ich … wurde vom 16. Januar bis 8. März 1990 in Potsdam gedreht. Die Kostüme des Films schufen Ruth Kiecker und Hans Linke, die Filmbauten stammen von Werner Pieske. Der Film erlebte am 22. Juli 1990 auf DFF 1 seine Premiere. Die Zuschauerbeteiligung lag bei 34,1 Prozent.
Es war die 138. Folge der Filmreihe Polizeiruf 110. Kriminaloberkommissar Lutz Zimmermann ermittelte in seinem 21. Fall und Kriminalrat Jäger in seinem 3. Fall.